# Joannes Hesselgren
Joannes Hesselgren, född 5 augusti 1755 i Vimmerby landsförsamling, Jönköpings län, död 15 mars 1804, var en svensk präst.

## Biografi
Joannes Hesselgren föddes 1755 i Vimmerby landsförsamling. Han var son till bonden Samuel Jönsson i Knabbarp och Maria Persdotter. Hesselgren blev 1774 student vid Uppsala universitet, avlade 1780 filosofie kandidatexamen och promoverades 17 juni 1785 till filosofie magister. Han blev 31 maj 1786 konsistorieamanuens i Linköping och 20 april 1787 gymnasieadjunkt vid Linköpings gymnasium. Hesselgren blev 29 april 1795 lektor i latin "eloquentiae et poeseos" vid Linköpings gymnasium och avlade 18 september 1798 pastoralexamen. Han prästvigdes 19 sepotember 1798 och blev 27 december 1799 förste teologie lektor vid Linköpings gymnasium samt kyrkoherde i Skeda församling, där han tillträdde 1800. Hesselgren avled 1804.

### Familj
Hesselgren gifte sig 12 november 1789 med Sara Elisabeth Widman (född 1768), dotter till kamreraren Sven Johan Widman vid Generalpoststyrelsen och Ingrid Helena Fabritius. De fick tillsammans barnen Samuel Hessel i Skärkinds församling och komministern Johan Hessel i Medåkers församling. Efter Hesselgrens död gifte Widman om sig med överinspektoren Lorens Christopher Schoug i Västerås.